# ヴェスタ級
ヴェスタ級（-きゅう、Vesta class）は、アメリカのSFテレビドラマ『スタートレック』を原作とする小説、「Star Trek:Destiny」シリーズ、「Star Trek:Typhon Pact」シリーズなどに登場する宇宙艦隊所属宇宙船のクラス。

## 概要
惑星連邦宇宙艦隊の万能探査船（multimission explorer）。全長672m、全幅195m、全高88m、総重量約322万トン。デッキ数23、乗員745名。通常最高速度ワープ9.9。量子スリップストリームドライブを搭載。ソヴェリン級の後継に当たる探査船だが、もとは量子スリップストリームドライブ開発のためのテスト船である。
船体のシルエットはソヴェリン級に類似しているが、全体的には前後に細長い。船尾部分のシャトルベイとナセル・パイロンの付け根部分はイントレピッド級に似ている。シャトルベイの前のフライトデッキはかなり広いスペースが取られており、中央には直下のデッキからシャトル等を甲板に上げるためのリフトが設けられている。量子スリップストリーム航行の際に使用する量子フィールド調整システムを備えたデフレクター盤は、宇宙艦隊船の中でも類を見ないほど大型である。大規模な冷却システムを備えた2基のワープナセルはソヴェリン級のものに似ているが、先端のバサードコレクター部が球状になり、側面の青い発光部はNX級のものに似た格子状になっている。円盤部上面の小さなドーム上の第1デッキにブリッジがあり、ブリッジの右舷側に艦長作戦室、正面に観察ラウンジが位置する。第12デッキはレクリエーションデッキで、先端部分にはパノラマ天望のラウンジがある。
フェイザーアレイ、量子魚雷ランチャーで武装。また、円盤部下面の船首部（12デッキ天望ラウンジの下部後方辺り）にタイプXIIフェイザーキャノン2門を内装している。船体はアブレーション（融除装甲）仕様。

## ヴェスタ級宇宙船一覧
一番艦のみ船体が青系統の色で塗装されている。他の船の塗装は白系統。
U.S.S.ヴェスタ (U.S.S.Vesta)
ヴェスタ級の一番艦、2380年進宙。船名はローマ神話に登場する女神ウェスタに由来。
U.S.S.アヴェンティーノ (U.S.S.Aventine　NCC-82602)
デクサー大佐、エズリ・ダックス大佐の指揮。船名はローマの七丘の一つアヴェンティーノに由来。
U.S.S.エスクイリーノ (U.S.S.Esquiline　NCC-82614)
プロジェクト・フルサークル艦隊所属、パリモン・ダシュト大佐の指揮。船名はローマの七丘の一つエスクイリーノに由来。
U.S.S.クイリナーレ (U.S.S.Quirinal　NCC-82610)
プロジェクト・フルサークル艦隊所属、レジーナ・ファーカス大佐の指揮。船名はローマの七丘の一つクイリナーレに由来。
ほかに船名不明の船が4隻ある。

## 補足
『Star Trek Magazine』156号の特集記事で公開された設定資料と、作中におけるヴェスタ級の諸元は若干異なるが、ここでは設定資料にもとづいて記述した。